# Manattee Road
Manattee Road és una concentració de població designada pel cens dels Estats Units a l'estat de Florida. Segons el cens del 2000 tenia 1.937 habitants.

## Demografia
Segons el cens del 2000, Manattee Road tenia 1.937 habitants, 852 habitatges, i 593 famílies. La densitat de població era de 52,3 habitants/km².
Dels 852 habitatges en un 21,6% hi vivien nens de menys de 18 anys, en un 57,6% hi vivien parelles casades, en un 8,8% dones solteres, i en un 30,3% no eren unitats familiars. En el 25,9% dels habitatges hi vivien persones soles el 13,4% de les quals corresponia a persones de 65 anys o més que vivien soles. El nombre mitjà de persones vivint en cada habitatge era de 2,27 i el nombre mitjà de persones que vivien en cada família era de 2,71.
Per edats la població es repartia de la següent manera: un 19,4% tenia menys de 18 anys, un 5,8% entre 18 i 24, un 19,9% entre 25 i 44, un 28,1% de 45 a 60 i un 26,8% 65 anys o més.
L'edat mediana era de 49 anys. Per cada 100 dones de 18 o més anys hi havia 93,8 homes.
La renda mediana per habitatge era de 22.306 $ i la renda mediana per família de 25.174 $. Els homes tenien una renda mediana de 22.417 $ mentre que les dones 14.200 $. La renda per capita de la població era de 13.534 $. Entorn del 17,3% de les famílies i el 21,1% de la població estaven per davall del llindar de pobresa.

## Poblacions més properes
El següent diagrama mostra les poblacions més properes.